# Li Xuerui
Li Xuerui (Chongqing, 24 januari 1991) is een Chinees badmintonster. Ze werd olympisch kampioen in het vrouwen enkelspel op de Spelen van 2012 door haar landgenote Wang Yihan te verslaan in de finale. Tijdens haar eerste wereldkampioenschappen in 2013 bereikte ze de finale. Daarin verloor ze van de Thaise Ratchanok Inthanon. Ook op de wereldkampioenschappen van 2014 moest ze tevreden zijn met zilver nadat ze de finale verloor van de Spaanse Carolina Marín. In december 2012 bereikte ze de eerste plaats op de wereldranglijst.

## Medailles op Olympische Spelen en wereldkampioenschappen
| Logo van de Olympische Spelen | Onderdeel         | Resultaat |
| ----------------------------- | ----------------- | --------- |
| 2012                          | Vrouwen enkelspel | Goud      |
| WK                            | Onderdeel         | Resultaat |
| 2013                          | Vrouwen enkelspel | Zilver    |
| 2014                          | Vrouwen enkelspel | Zilver    |

## Onderscheidingen
In 2013 werd ze door de BWF verkozen tot beste vrouwelijke speelster van het jaar.